# Larisa Ilchenko
Larisa Dmitriyevna Ilchenko (russe : Лариса Дмитриевна Ильченко) (née le 18 novembre 1988 à Volgograd) est une nageuse russe spécialiste des épreuves de nage en eau libre. Elle devient en 2008 la première championne olympique féminine de cette discipline introduite à l'occasion des Jeux olympiques de Pékin. Par ailleurs octuple championne du monde, elle domine la discipline depuis le début de sa carrière.

## Carrière
En 2004, à seulement 16 ans, elle remporte un titre mondial dès sa première participation aux Championnats du monde de nage en eau libre. La Russe s'impose en effet sur l'épreuve de 5 km lors des Mondiaux disputés à Dubaï, un titre qu'elle conserve l'année suivante à Montréal. En 2006, elle remporte le bronze sur 5 km lors des Championnats d'Europe, à Budapest avant d'entamer sa domination au niveau planétaire en remportant quatre titres mondiaux en 2006 et 2007 (sur 5 et 10 km).
En 2008, elle parvient à se qualifier pour les Jeux olympiques d'été de 2008 puisqu'une épreuve, le 10 km, est introduite au programme officiel des compétitions à Pékin. Lors des Championnats du monde 2008 organisés à Séville, elle remporte en effet la médaille d'or de l'épreuve olympique du 10 km ainsi que celle non olympique du 5 km. Lors des Jeux olympiques, la Russe se présente en tant que grande favorite en qualité de triple championne du monde du 10 km, ce à seulement 19 ans. Sans surprise, elle remporte la médaille d'or en devançant au sprint les Britanniques Keri-Anne Payne et Cassandra Patten ; une victoire construite dans les derniers instants d'une course de près de 2 heures.
Elle perd son titre mondial du 5 km à l'occasion des Championnats du monde 2009 disputés à Rome. Toujours sacrée depuis le début de sa carrière quand elle s'est alignée au niveau planétaire, elle est cette fois battue par l'Australienne Melissa Gorman.
Ses diverses victoires et récompenses internationales lui ont permis de décrocher à trois reprises le titre de nageuse en eau libre de l'année décerné par le magazine Swimming World (en 2006, 2007 et 2008). Elle compte par ailleurs plusieurs participations à des compétitions de natation en bassin. En 2004, elle s'aligne en effet sans succès sur 200 et 400 m nage libre lors des Championnats d'Europe en petit bassin ayant lieu à Vienne. De même en 2007 à Debrecen, elle participe aux 200, 400 et 800 m nage libre.

## Palmarès

### Jeux olympiques
- Jeux olympiques d'été de 2008 à Pékin (Chine) :
  -  Médaille d'or du 10 km en eau libre.

### Championnats du monde
Championnats du monde 2004 à Dubaï (Émirats arabes unis) :
- -  Médaille d'or du 5 km.

Championnats du monde 2005 à Montréal (Canada) :
- -  Médaille d'or du 5 km.

Championnats du monde 2006 à Naples (Italie) :
- -  Médaille d'or du 5 km.
  -  Médaille d'or du 10 km.

Championnats du monde 2007 à Melbourne (Australie) :
- -  Médaille d'or du 5 km.
  -  Médaille d'or du 10 km.

Championnats du monde 2008 à Séville (Espagne) :
- -  Médaille d'or du 5 km.
  -  Médaille d'or du 10 km.

Championnats du monde 2009 à Rome (Italie) :
- -  Médaille d'argent du 5 km.